# Лесная (станция, Горьковская железная дорога)
Лесна́я — железнодорожная станция Гайно-Кайской железной дороги. Расположена в посёлке городского типа Лесной Верхнекамского района Кировской области на железнодорожной линии Яр — Лесная. Осуществляет пассажирские и грузовые операции.

## История
Для транспортного обслуживания северных месторождений фосфоритов, а также лесозаготовок и металлургических заводов Верхней Вятки в 30-е годы XX века была построена железная дорога Яр — Верхнекамская, которая протянулась от посёлка Яр на Транссибирской магистрали до посёлка Рудничного — центра добычи фосфоритной руды.
В 1937 году Рудничный становится первым лагерным центром Вятского ИТЛ (Вятлага). В том же году развернулась масштабная работа по строительству лагерных пунктов. Их связующей нитью должна была стать Гайно-Кайская железная дорога, которую начали прокладывать на север от станции Верхнекамская. К 1938 году был построен первый небольшой участок дороги, конечным пунктом которого стала станция Лесная. В апреле 1939 года на этой станции началось строительство нового лагерного центра, который получил имя Соцгородок. 6 декабря того же года сюда из посёлка Рудничный было официально переведено управление Вятского ИТЛ. В июне 1944 года новый административный центр Вятлага сменил название: Соцгородок был переименован в посёлок Лесной.
В октябре 1939 года от станции Верхнекамская до станции Лесная было открыто регулярное пассажирское сообщение. Поезда первоначально состояли из маломощного паровоза и двух старых вагонов, которые были переданы сюда от НКПС. В поездах продавались билеты.
Станция была принята в постоянную эксплуатацию в 1940 году. Строительство железной дороги почти сразу же продолжилось дальше на север от станции Лесная. Тем не менее, на многих картах и в атласах Лесная изображается как конечная станция железнодорожной ветки от Яра.
Во второй половине XX века до станции Лесная курсировали пассажирские поезда Министерства путей сообщения СССР (от станций Яр и Киров). На станции наравне с собственными локомотивами работали тепловозы депо Шлаковая Горьковской железной дороги.
В начале XXI века маршруты пассажирских поездов были сокращены до станции Верхнекамская. Несмотря на это, в течение ещё нескольких лет существовало пассажирское сообщение по маршруту Лесная — Верхнекамская. С 2010 года регулярное пассажирское движение на станции Лесная отсутствует.

## Описание

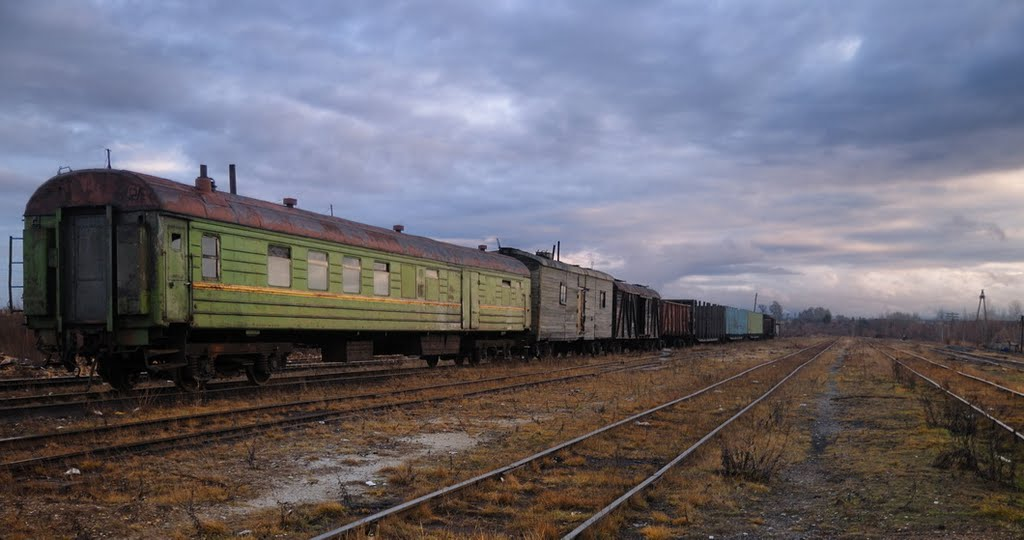
Станция Лесная

Железнодорожная станция Лесная, в прошлом главная станция ведомственной Гайно-Кайской железной дороги. В посёлке находится локомотивное депо и другие предприятия железнодорожного транспорта. По состоянию на март 2013 года станция не функционирует по причине уменьшения спроса на лесные ресурсы, которые являлись основной продукцией, перевозимой через данную станцию.
Станция насчитывает 7 основных путей, на 2022 год 6 из них разобраны. Используются локомотивы ТЭМ2. Для посадки и высадки пассажиров служит боковая платформа, расположенная вдоль западной стороны станции. Рядом с посадочной платформой находится здание вокзала, оборудованное залом ожидания.